# Encina de San Silvestre
Encina de San Silvestre là một đô thị ở tỉnh Salamanca, phía tây Tây Ban Nha, cộng đồng tự trị Castile-Leon. Đô thị này có cự ly 40 kilômét so với thành phố tỉnh lỵ Salamanca và có dân số 128 người.

## Địa lý
Đô thị này có diện tích 23,76 km².
Đô thị này nằm ở khu vực có độ cao 800 mét trên mực nước biển.
Mã số bưu chính là 37114.
Nhà thơ và nhạc sĩ Tây Ban Nha Juan del Enzina sinh ra ở đô thị này.